# 龚明洪
龚明洪（？—），男，江苏张家港人，中国共产党黨員、武警少将。

## 生平
2008年3月，任武警南京市支队支队长。2012年7月，任武警江苏总队副总队长。2015年1月，任武警江苏省总队司令员。2015年9月，任武警江西总队司令员。
2016年5月晋升为武警少将警衔。